# Furor Teutonicus

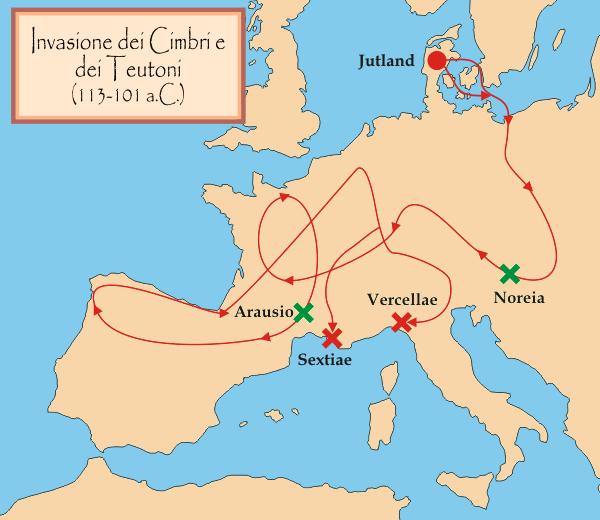
Mappa delle invasioni dei Cimbri e dei Teutoni (113-101 a.C.).

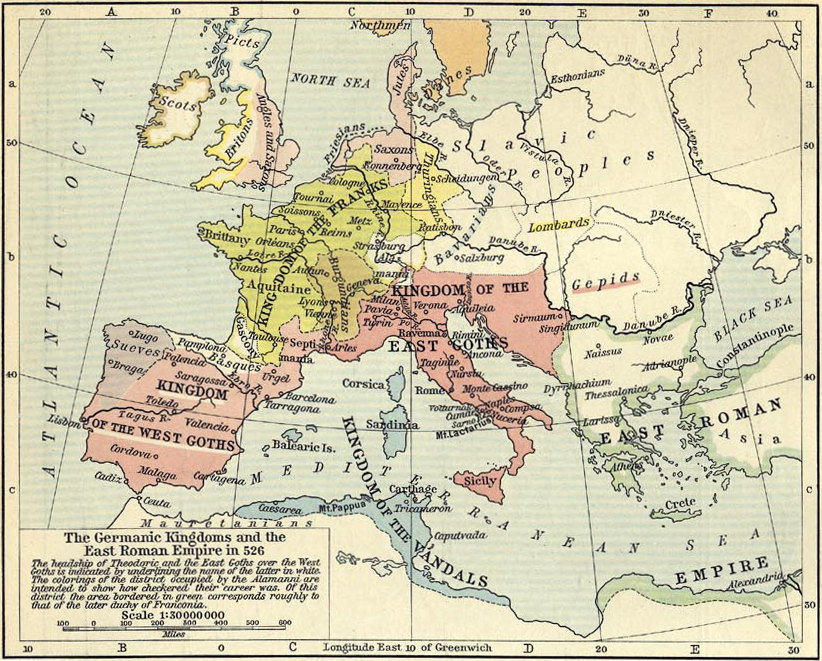
Mappa raffigurante i regni germanici nell'Europa del 526 e l'Impero romano d'oriente.

Furor Teutonicus è una locuzione latina che si riferisce alla proverbiale ferocia dei teutoni, o più generalmente delle tribù germaniche del periodo dell'Impero romano.
L'espressione originale è in genere attribuita allo scrittore latino Marco Anneo Lucano; essa appare per la prima volta nella sua opera Pharsalia, nota anche come Bellum civile. Lucano usa tale locuzione per descrivere quella che secondo lui era la più rilevante caratteristica della tribù germanica dei Teutones ("Teutoni"): una folle, spietata, frenetica furia in battaglia.
I Teutoni si scontrarono per la prima volta con l'esercito romano nelle Alpi orientali intorno all'anno 113 a. C. I Romani, guidati dal console Gneo Papirio Carbone, cercarono di attirare la tribù in una trappola ma sottovalutarono la forza militare dei Teutoni e vennero sconfitti nella battaglia di Noreia. I romani persero anche nella battaglia di Arausio (105 a.C.) e in altri scontri minori, prima di dare il comando a Gaio Mario, che sconfisse i popoli germanici.
Dapprima decise di affrontare i Teutoni, che si trovavano in quel momento nella provincia della Gallia Narbonense e si stavano dirigendo verso le Alpi per invadere l'Italia. In un primo momento rifiutò lo scontro, preferendo arretrare fino ad Aquae Sextiae (l'attuale Aix en Provence), in modo da sbarrare loro il cammino. Alcuni contingenti di Ambroni, avanguardia dell'esercito dei Germani, si lanciarono avventatamente all'attacco delle posizioni romane, senza aspettare l'arrivo di rinforzi, e 30 000 di essi rimasero uccisi. Mario schierò poi un contingente di 30 000 uomini per tendere un'imboscata al grosso dell'esercito dei Germani, che presi alle spalle e attaccati frontalmente, furono completamente sterminati e persero 100 000 uomini, e quasi altrettanti ne furono catturati.
Il collega di Mario Quinto Lutazio Càtulo, console nel 102, non ebbe altrettanta fortuna, non riuscendo a impedire che i Cimbri forzassero il passo del Brennero avanzando nell'Italia settentrionale verso il finire del 102 a.C. Mario apprese la notizia mentre si trovava a Roma, dove fu rieletto console per l'anno 101 a.C. Il senato gli accordò il trionfo ma lui rifiutò perché ne voleva fare partecipe anche l'esercito, quindi lo posticipò ad una vittoria contro i Cimbri. Immediatamente si mise in marcia per ricongiungersi con Catulo, il cui comando fu prorogato anche per il 101. Infine, nell'estate di quell'anno, a Vercelli, nella Gallia cisalpina, in una località allora chiamata Campi Raudii, ebbe luogo lo scontro decisivo. Ancora una volta la ferrea disciplina dei Romani ebbe la meglio sull'impeto dei barbari, e almeno 65 000 di loro (o forse 100 000) perirono, mentre tutti i sopravvissuti furono ridotti in schiavitù. I Tigurini, a questo punto, rinunciarono al loro proposito di penetrare in Italia da Nord-Ovest e rientrarono nelle proprie sedi. Catulo e Mario, come consoli in carica, celebrarono insieme uno splendido trionfo, ma, nell'opinione popolare, tutto il merito venne attribuito a Mario. In seguito Catulo si trovò in contrasto con Mario, divenendone uno dei più acerrimi rivali. Come ricompensa per avere sventato il pericolo dell'invasione barbarica, Mario venne rieletto console anche per l'anno 100 a.C.
Un esercito romano guidato da Publio Quintilio Varo venne sconfitto nella battaglia della foresta di Teutoburgo (9 d.C.) da una coalizione di tribù germaniche comandate da Arminio, capo dei Cherusci. La battaglia si risolse in una delle più gravi disfatte subite dai romani: tre intere legioni (la XVII, la XVIII e la XIX) furono annientate, oltre a 6 coorti di fanteria e 3 ali di cavalleria ausiliaria.
Per riscattare l'onore dell'esercito sconfitto, i Romani diedero inizio a una guerra durata sette anni, al termine della quale i Romani rinunciarono a ogni ulteriore tentativo di conquista della Germania. Il Reno si consolidò come definitivo confine nord-orientale dell'Impero per i successivi 400 anni.